# Moldavië op het Eurovisiesongfestival 2013
Moldavië nam deel aan het Eurovisiesongfestival 2013 in Malmö, Zweden. Het was de 9de deelname van het land op het Eurovisiesongfestival. Zangeres Aliona Moon bereikte met het lied O mie tijdens de finale in Zweden de 11e plaats.

## Selectieprocedure
Op 18 september maakte de Moldavische staatsomroep TMR bekend te zullen deelnemen aan de volgende editie van het Eurovisiesongfestival. In december werd duidelijk dat de Moldavische act voor Malmö zou worden gekozen via een nationale finale, die gehouden zal worden op 16 maart 2013 in de Moldavische hoofdstad Chisinau. Geïnteresseerden kregen tot 10 januari de tijd om een inzending in te sturen. Een dag later maakte de Moldavische openbare omroep bekend 126 nummers te hebben ontvangen. Daarnaast schreven zich ook nog 49 artiesten in zonder nummer. Op 12 januari werden alle nummers beluisterd, waarna er 60 verder mogen. Iedere finalist mag uit de 60 geselecteerde nummers een keus maken, waarbij het mogelijk is dat één nummer vaker wordt gekozen. Uiteindelijk won zangeres Aliona Moon deze selectie. Ze mocht aldus Moldavië vertegenwoordigen met het nummer O mie.

## In Malmö
Moldavië trad aan in de eerste halve finale op 14 mei. Hier probeerde Aliona Moon een finaleplek te behalen, wat lukte. Ze trad als derde op in de finale op 18 mei en eindigde er als elfde.
2005 · 2006 · 2007 · 2008 · 2009 · 2010 · 2011 · 2012 · 2013 · 2014 · 2015 · 2016 · 2017 · 2018 · 2019 · 2020 · 2021 · 2022 · 2023 · 2024 · 2025
Albanië · Armenië · Azerbeidzjan · België · Bulgarije ·  Cyprus · Denemarken · Duitsland · Estland · Finland · Frankrijk · Georgië · Griekenland · Hongarije · Ierland · IJsland · Israël · Italië ·  Kroatië · Letland · Litouwen · Macedonië · Malta · Moldavië · Montenegro · Nederland · Noorwegen · Oekraïne · Oostenrijk · Roemenië · Rusland · San Marino · Servië · Slovenië · Spanje · Verenigd Koninkrijk · Wit-Rusland · Zweden · Zwitserland